# Corticosteroid
Corticosteroizii sunt secretați de zona corticală a glandelor suprarenale fiind derivați din colesterol. Sunt de 3 tipuri :
- Mineralocorticoizi: aldosteronul (intervine în metabolismul apei);
- Glucocorticoizi: cortizolul, corticosteronul, cortizonul, prednisonul;
- Hormonii sexosteroizi: androgenii, estrogenii, testosteronul.